# 茲沃托雷亞

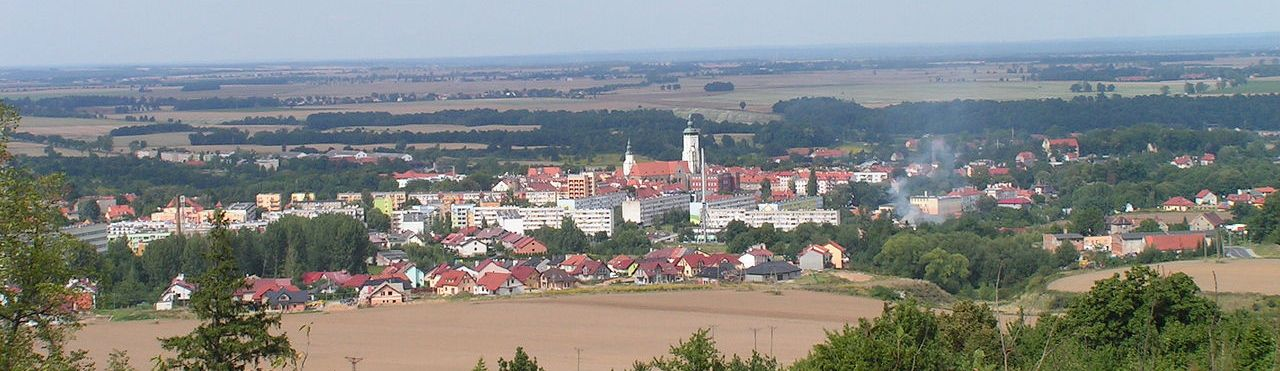

茲沃托雷亞（波蘭語：Złotoryja，發音：[zwɔtɔˈrɨja] ⓘ，發音：[ˈɡɔltˌbɛʁk] ⓘ）是波蘭下西里西亞省的城鎮，位於該國西南部，距離萊格尼察約20公里，始建於十二世紀，自中世纪起以开采黄金、铜矿为主，同时也是玄武岩开采重要地区之一。面積11.51平方公里，2006年人口16,503。茲沃托雷亞在中世纪时被称为Aurum（拉丁语译为黄金），Aureus Mons（金山之意），Goldberg（德语译为金山），波兰语的字面意思就是淘金。

## 姐妹城市
- 乌克兰 布恰奇
- 捷克 米蒙
- 德国 韦斯特堡
- 德国 索林根
- 德国 马格德堡

## 外部連結
- Silberberg on 1600 map of Germany
- Silberberg in Duchy Monsterberg, Silesia on 1600 map
- Official Website of Złotoryja （页面存档备份，存于）
- Polish Guild of Gold Prospectors
- Virtual Złotoryja project （页面存档备份，存于）
- download （页面存档备份，存于）

51°08′N 15°55′E / 51.133°N 15.917°E